# الزواج والصحة
يرتبط الزواج والصحة ببعضهما ارتباطًا وثيقًا. يواجه المتزوجون انخفاضًا في نسب الاعتلال والوفيات بالنسبة للتهديدات الصحية المختلفة مثل السرطان والنوبات القلبية والجراحة. هناك اختلافات بين الجنسين حول هذه الآثار والتي قد تعود جزئيًا إلى الوضع النسبي لكلًا من الرجال والنساء. معظم أبحاث الزواج والصحة سلطت الضوء على جنسين مختلفين من الأزواج، وتستدعي الحاجة إلى المزيد من العمل لتوضيح الآثار الصحية على الزواج من نفس الجنس. إن الزواج ببساطة، وأيضّا طبيعة الزواج، مرتبطين بمقاييس صحية مختلفة. درس البحث العمليات الاجتماعية المعرفية والعاطفية والسلوكية والبيولوجية التي تنطوي عليها هذه الروابط.

## مقارنة بالعلاقات الأخرى
بغض النظر عن الزواج، وبصورة عامة فإن العلاقات الاجتماعية لها تأثير قوي على الصحة. استنادا إلى التحليل التلوي لـ 148 دراسة فأن الأشخاص الذين لديهم علاقات اجتماعية قوية مخاطر الوفاة لديهم بجميع الأسباب أقل بنسبة 50 ٪. بينما تتسبب الوحدة بزيادة في احتمالية خطر الإصابة بأمراض القلب والأوعية الدموية والوفيات الناجمة عن جميع الأسباب. القليل من العمل فقط قام بمقارنة الآثار الصحية للزواج بشكل مباشر بالعلاقات غير الرومانسية، مثل العلاقات مع الأصدقاء أو زملاء العمل. رغم ذلك، هناك الكثير من الأسباب التي تجعل علاقة الزواج لها تأثير صحي أكبر من العلاقات الأخرى، حتى علاقات التعايش الأخرى: يقضي الأزواج معظم أوقاتهم معًا في ممارسة الكثير من الأنشطة، مثل الأكل، والترفيه، تدبير شؤون المنزلي، ورعاية الأطفال والنوم. كما أن الأزواج يشاركون بعضهم الموارد والاستثمارات مثل التمويل المشترك أو ملكية المنزل. بالنسبة للعلاقات الأخرى، يعمل الترابط المتزايد للزواج كمصدر لدعم أكثر.
االثنائي الرومانسي اللذان يعيشان برفقة بعض لكنهما غير متزوجين يمثلون الوسطية في الفوائد الصحية مقارنة مع الأشخاص المتزوجين والأشخاص الذين يندرجون تحت مسمى العزاب. ومع ذلك، يعيش الكثير من الناس مع بعضهم قبل الزواج لأسباب مختلفة، منها التعايش قبل الزواج، عوامل الاختيار من العرق، والأصل، والوضع الاجتماعي والاقتصادي تدفع بعض المجموعات من الغير متزوجين التعايش مع بعضهم البعض، وهذه العوامل تؤثر أيضا على الفوائد الصحية للزواج والمعاشرة.

## الزواج من نفس الجنس
معظم الأبحاث ناقشت موضوع الزواج والصحة بين الأزواج من جنسين مختلفين. العديد من الأزواج من نفس الجنس ومن الجنس الآخر لديهم أوجه تشابه يبدأ كلاهما الزواج بمستويات عالية من الرضا عن العلاقة، بعد ذلك تأتي حالات رفض، وكلاهما يجادلان بنفس التردد حول قضايا مماثلة.
رغم ذلك، فإن الأزواج من نفس الجنس يحلون الخلافات بصورة عقلانية أكثر، ويوزعون العمل المنزلي فيما بينهم بإنصاف أكثر مقارنة بالأزواج من جنسين مختلفين. في العديد من البلدان لا يزال زواج المثليين غير قانوني، وفي مناطق كثيرة من الولايات المتحدة (حيث تم إجراء الكثير من الأبحاث حول الزواج والصحة). في هذه المناطق، لا يُمنح الأزواج من نفس الجنس الحماية المؤسسية للزواج أو الحواجز القانونية المصاحبة لأنهاء العلاقة. بالإضافة إلى أن الأزواج من نفس الجنس من المرجع تعرضهم للتمييز ضد ميولهم الجنسية، مما يساهم في مشاكل الصحة العقلية ونوعية العلاقات.

## الفروق بين الجنسين
تأثير الوقاية الصحية في الزواج يكون أقوى بالنسبة للرجال من النساء  الحالة الزواجية - ببساطة فكرة أن تكون متزوج - تمنح فوائد صحية للرجال أكثر من النساء. تتأثر صحة المرأة بشكل أكبر مقارنة بالرجل في حالة الخلاف أو الرضا الزوجي، بحيث لا تتمتع المرأة المتزوجة الغير سعيدة بصحة جيدة منمقارنة بالنساء الغير متزوجات. تشير الدراسات المعملية إلى أن ردود فعل النساء الفسيولوجية أقوى من الرجال من خلال الاستجابة للنزاع الزوجي.
قد ترجع هذه الاختلافات بين الجنسين جزئيًا إلى الوضع النسبي للرجل والمرأة في العلاقة. تشير آخر الأبحاث التي أجريت على البشر والحيوانات إلى أن حالة التبعية مرتبطة بردود فعل فسيولوجية أكبر للتوتر الاجتماعي. في الواقع، يظهر الأزواج المرؤوسون ردود فعل فسيولوجية أكبر للجدال مع شركائهم. يظهر كل من الأزواج والزوجات ردود فعل فسيولوجية أقوى للبراهين عند طلب التغيير من الشريك. قد تكون ردود الفعل الفسيولوجية المتزايدة لدى النساء على الخلاف الزوجي بسبب موقع التبعية النسبي في الزواج.

## قياس الصحة
أنتج البحث عن الروابط بين الزواج والصحة نتائج متنوعة. يتم تصنيفها على نطاق واسع كنقاط نهاية سريرية ونقاط نهاية بديلة ووسطاء بيولوجيين. نقاط النهاية السريرية هي المتغيرات التي تؤثر على كيف يشعر الناس ووظائفهم وبقائهم على قيد الحياة يتم التعرف عليها على أنها نتائج في غاية الأهمية من قبل مقدمي الرعاية الصحية والمرضى، مثال على ذلك دخول المستشفى أو الإصابة بنوبة قلبية.
نقاط النهاية البديلة والوسطاء البيولوجيون هم أنواع من المؤشرات الحيوية - مؤشرات موضوعية للعمليات الفسيولوجية الطبيعية أو المرضية. تعمل نقاط النهاية البديلة لتحل محل نقاط النهاية السريرية. بناء على الأدلة العلمية، من المتوقع أن يتنبأوا بنقاط النهاية السريرية. على سبيل المثال، وجد أن ارتفاع ضغط الدم ينبئ بأمراض القلب والأوعية الدموية.
يعكس الوسطاء البيولوجيون مصادر الإجهاد قصيرة المدى التي تؤثر على النتائج الصحية من خلال التنشيط المتكرر أو المستمر. لا تحتوي هذه العمليات على قاعدة أدلة كافية تربطها بنقاط النهاية السريرية من أجل الارتقاء إلى فئة نقاط النهاية البديلة. تشمل الأمثلة التغييرات في مستويات الهرمون أو التدابير المناعية.

## روابط للصحة
الفوائد الصحية للزواج هي نتيجة لآثار الاختيار والحماية. من المرجح أن يتزوج الأشخاص الذين يتمتعون بصحة أفضل وموارد أكثر وضغط أقل، والزواج يجلب الموارد والدعم الاجتماعي. تستمر الفوائد الصحية للزواج حتى بعد التحكم في تأثيرات الاختيار، مما يشير إلى أن الزواج يحمي الصحة.

### الدعم الاجتماعي: نموذجان
البحث عن الزواج والصحة هو جزء من دراسة أوسع لفوائد العلاقات الاجتماعية. توفر الروابط الاجتماعية للناس إحساسًا بالهوية والهدف والانتماء والدعم. يصف نموذجان رئيسيان كيف يؤثر الدعم الاجتماعي على الصحة.
يقترح نموذج التأثيرات الرئيسية أن الدعم الاجتماعي مفيد لصحة الفرد، بغض النظر عما إذا كان الشخص تحت الضغط أم لا. يقترح نموذج التخزين المؤقت للتوتر أن الدعم الاجتماعي يعمل كحاجز ضد الآثار السلبية للتوتر الذي يحدث خارج العلاقة. تلقى كلا النموذجين دعمًا تجريبيًا، اعتمادًا على كيفية تصور الدعم الاجتماعي وقياسه. يجب أن يكون الزواج مصدرًا قويًا للدعم الاجتماعي في كلا النموذجين.

### الديناميات الاجتماعية المرصودة للأزواج
هناك العديد من الأعراف الاجتماعية المثيرة للاهتمام بين الأزواج والتي لها صلة بتكوين عادات متعلقة بالصحة. يتمتع الأزواج بفرصة أكبر لتحقيق هدف عندما يتعاونون، بدلاً من تحقيق نفس الهدف مثل الأفراد. بالإضافة إلى ذلك، تلعب عادات الزوجين دورًا مهمًا في التأثير على العادات الصحية لأطفالهم. نتيجة لذلك، يمكن للأنشطة المشتركة بين الأزواج أن تساعد في تطوير علاقات أقوى يمكن أن تؤدي إلى فوائد صحية أخرى وطويلة الأجل. هناك العديد من الأعراف الاجتماعية المثيرة للاهتمام بين الأزواج والتي لها صلة بتكوين عادات متعلقة بالصحة. الامثله تشمل:
- ديناميات الأكل : يحب الأزواج تناول الطعام معًا، وعلى الرغم من قيامهم بأنشطة متباينة خلال اليوم، إلا أنهم غالبًا «يجتمعون ويتطلعون لتناول العشاء» [24] بالإضافة إلى ذلك، فإن الأزواج لديهم انجذاب لشراء البقالة معًا، وهي فرصة مهمة لاتخاذ قرارات منزلية تجاه الأكل الصحي.
- انخفاض أنماط التمرين : غالبًا ما تمنع قيود الوقت والالتزامات الأخرى الأزواج من ممارسة الرياضة بانتظام. على وجه الخصوص، غالبًا ما تدفعهم علاقاتهم المستقرة إلى «التخلي» وأن يكونوا أقل قلقًا بشأن جسدهم.[25] في المجتمعات ذات الديناميكيات المتطابقة القوية، يكون بعض الشركاء أقل احتمالا لممارسة الرياضة ما لم يذهبوا مع رفيق.[26]
- إعادة تقييم المواقف تجاه الصحة : مع تبني الأزواج لأنماط حياة جديدة، يقومون في نفس الوقت بإعادة تقييم مواقفهم الحالية تجاه الصحة. في هذه المرحلة الحاسمة، من المرجح أن يقوم الشركاء بدمج المعرفة الجديدة والمهارات العملية نحو أنماط الحياة المتعلقة بالصحة.[27]
- التشجيع والثناء مقابل. النقد والتذمر: يساعد الدعم اللفظي من الزوج، مثل التشجيع والثناء، على تحسين إنجاز النشاط البدني، [28] حين أن الدعم المتخفي في صورة «النقد» والتذمر غالبًا ما يكون ضارًا.
- القلق من المقارنة : تقدم الروايات القصصية تلميحات حول الآثار الضارة لمقارنة تقدم التمرين. قد يكون للأزواج معدلات مختلفة من التقدم، وبالنسبة لبعض الشركاء، يمكن أن تؤدي المقارنات إلى الإحباط. تم العثور على نهج أكثر تعاونية نحو هدف موحد ليكون أكثر فائدة.[23]

### التزام الزوجين ببرامج اللياقة البدنية
توجد العديد من الدراسات  تبحث تحديدًا في تأثير مشاركة الزوج على الالتزام ببرنامج التمرين. على سبيل المثال، فحصت إحدى الدراسات سلوك الأزواج الأصحاء بناءً على برنامج لياقة بدنية مدته 12 شهرًا حيث تتبع الباحثون السلوكيات بين 30 متزوجًا و 32 زوجًا متزوجًا. تكشف نتائجهم عن فروق ذات دلالة إحصائية: في نهاية الدراسة، كان 6.3٪ من الأزواج المتزوجين قد تسربوا من البرنامج، مقابل 43٪ من المتزوجين. تتوافق هذه النتائج مع الأبحاث السابقة، وتشير إلى فكرة أن الدعم الاجتماعي في شكل «مشاركة الزوج» له تأثير مفيد على الالتزام ببرامج اللياقة البدنية، أو بشكل عام، معظم أنواع الدعم الصحي مسعى مشترك.